# The Archer (pjesma Taylor Swift)
"The Archer" je pjesma američke pop kantautorice Taylor Swift s njezina nadolazećeg sedmog studijskog albuma Lover (2019.). Napisali su ga i producirali Swift i Jack Antonoff. Pjesma je objavljena kao prvi promotivni singl s albuma 23. srpnja 2019. "The Archer" je synth-pop i dream pop balada koja sadrži teške sintisajzere i minimalističke zvukove. Pohvaljena svojim vještim stihovima, pjesma dokumentira vrhunce i slabe Swiftove ljubavne odnose. Pjesma je također uspoređivana sa Swiftinom "najemotivnijim" singlom "All Too Well" s njenog četvrtog studijskog albuma Red (2012.).

## O pjesmi
"The Archer" su napisali i producirali Swift i Jack Antonoff u roku od dva sata, kada su bili u Kaliforniji. Njih dvoje prethodno su surađivali i pjesmama za film "Sweeter than Fiction" (2013.) te na pjesmama: 1989. (2014.), "I Don't Wanna Live Forever" (2016.) i Reputation (2017.). Swift je objasnila preko live streama na Instagramu kako svoje najviše "iskrenije, emotivnije, ranjive" pjesme stavlja većinom na peto mjesto na albumu. Također je rekla kako je u prvih par slučajeva to bilo sasvim slučajno, no kasnije je to postala tradicija.
"The Archer" je sporija synth-pop i balada koja sadrži teške sintisajzere, minimalističke zvukove i spori utor. Pjesma, opisana kao "mračnija i introspektivnija" od prethodnih singlova, pokazuje "ranjiviju i ispovjedniju" stranu pjevačice, jer je predstavlja kao "lovkinju i plijen".

## Ljestvice
| Ljestvice                  | Najviša pozicija |
| -------------------------- | ---------------- |
| Australija                 | 19               |
| Belgija                    | 29               |
| Kanada                     | 55               |
| Mađarska                   | 22               |
| Novi Zeland                | 28               |
| Sjedinjene Američke Države | 6                |
| Ujedinjeno Kraljevstvo     | 43               |